# ヤコブス・ファン・ローイ
ヤコブス・ファン・ローイ（Jacobus van Looy、1855年9月12日 - 1930年2月24日）は、オランダの画家である。オランダの印象派の第2世代の画家の一人で、作家、翻訳家としても活動した。

## 略歴
ハールレムで大工の息子に生まれるが、5歳の時、両親が相次いで亡くなり、ハールレム市の孤児院で育てられた。孤児院で塗装職人になる訓練を受けた時に絵の才能を見いだされ、アムステルダムの王立美術アカデミー(Académie royale des beaux-arts d'Amsterdam)で学ぶことができた。美術アカデミーは後にアムステルダム印象派のメンバーとなる画家、写真家のウィレム・ウィッセン(Willem Witsen: 1860-1923)と親しくなった。
1884年に、留学奨学金の得られるオランダの「ローマ賞」を受賞し、イタリアやスペイン、モロッコを旅した。アムステルダムに戻った後、1894年に製紙業を営む実業家の娘と結婚しドイツのゾーストで暮らした。
1901年に再びモロッコへ旅し、1913年にハールレムに戻った。この年ファン・ローイが育った孤児院は改装されてフランス・ハルス美術館となり、開館している。ハールレム南部のHaarlemmerhout公園近くに家を買い、そこで暮らした。
画家としてはアムステルダムの美術家団体「Arti et Amicitiae（芸術と友情）」の展覧会やアムステルダムやハーグなどで持ち回りで開催される展覧会、「現代名匠展（Tentoonstelling van Levende Meesters)」に出展し、1901年に回顧展を開いたが、あまり評判にならず、その後展覧会へのへの出展を止めた。
作家としては文芸雑誌『De Nieuwe Gids』に作品が掲載され、1900年ころには人気のある作家になり、自伝的な作品、『Jaapje』、『Jaaen』、『 Jakob』の連作などで知られている。
1930年にハールレムで没した。1948年から1976年までハールレムの邸は「ルーイの家(Huis van Looy)」として美術館として公開された。閉館後にに、美術館のファン・ルーイの大部分の作品と文献はフランス・ハルス美術館に寄贈された。1985年にヤコブス・ファン・ローイ賞が創設され、5年ごとに美術と文学の両方に貢献した芸術家に授与されている。

## 絵画作品

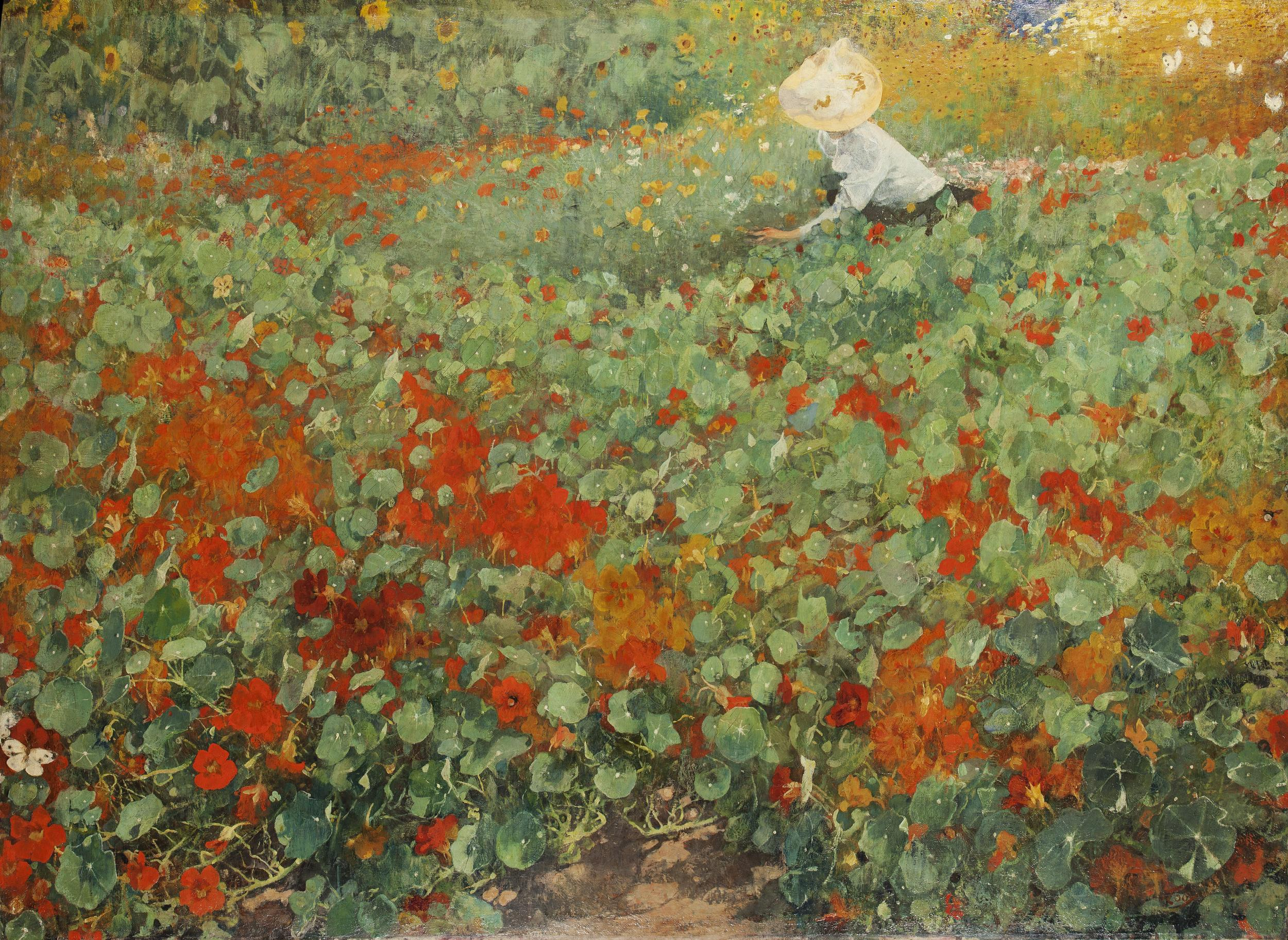
妻のいる庭園 (1893) Teylers Museum, Haarlem
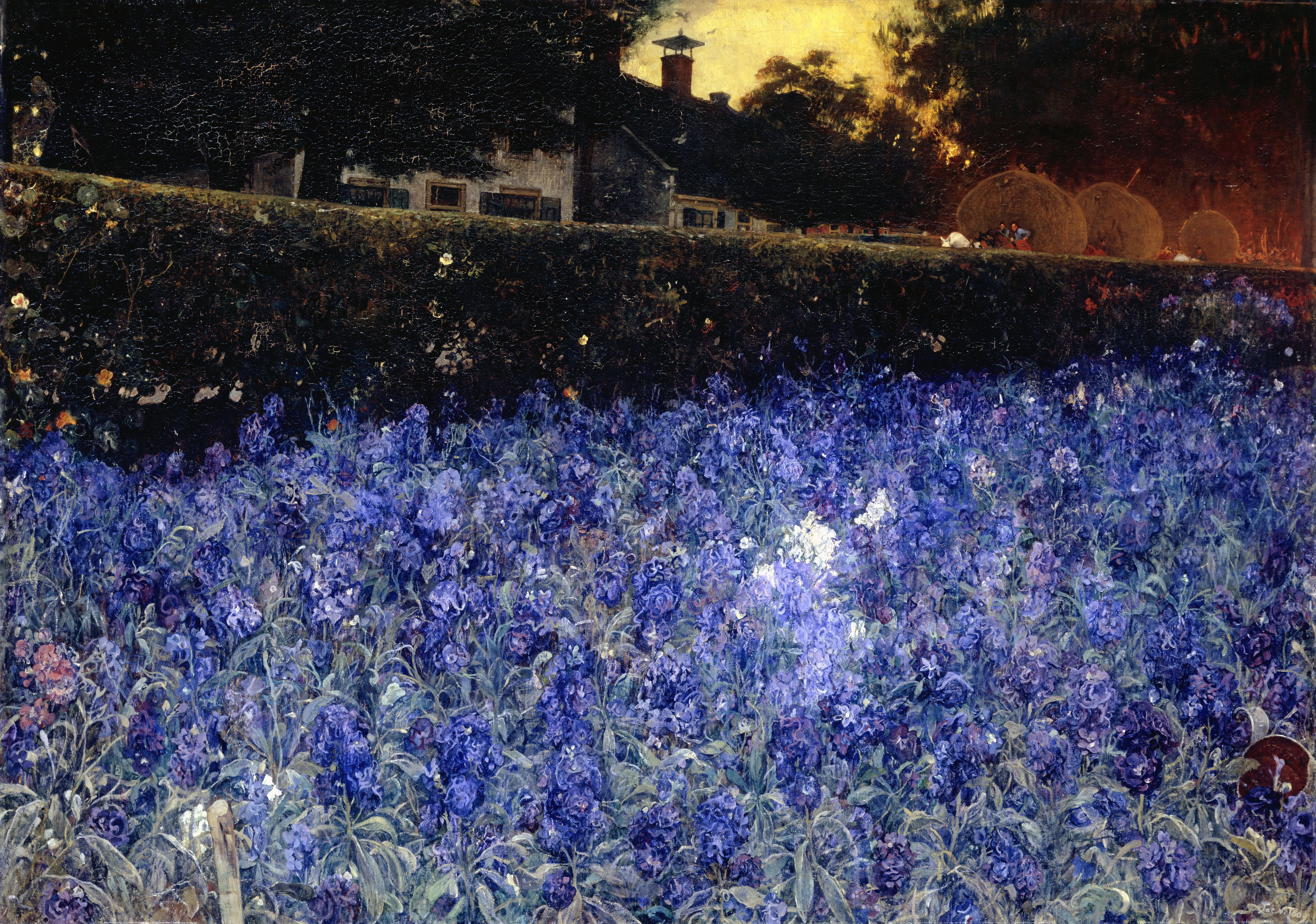
夏の恵み (1900) アムステルダム国立美術館
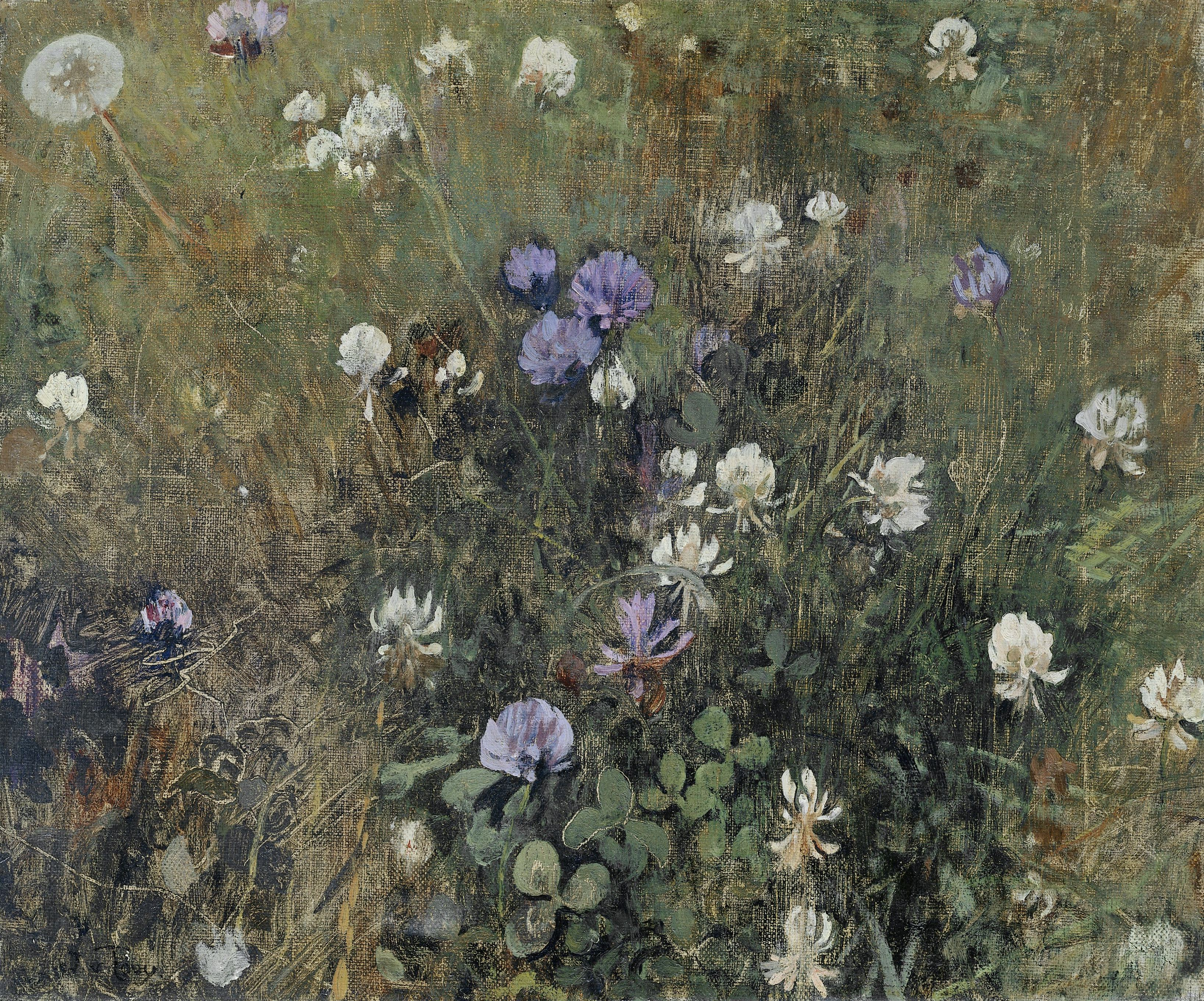
クローバーの咲く野原の習作 アムステルダム国立美術館

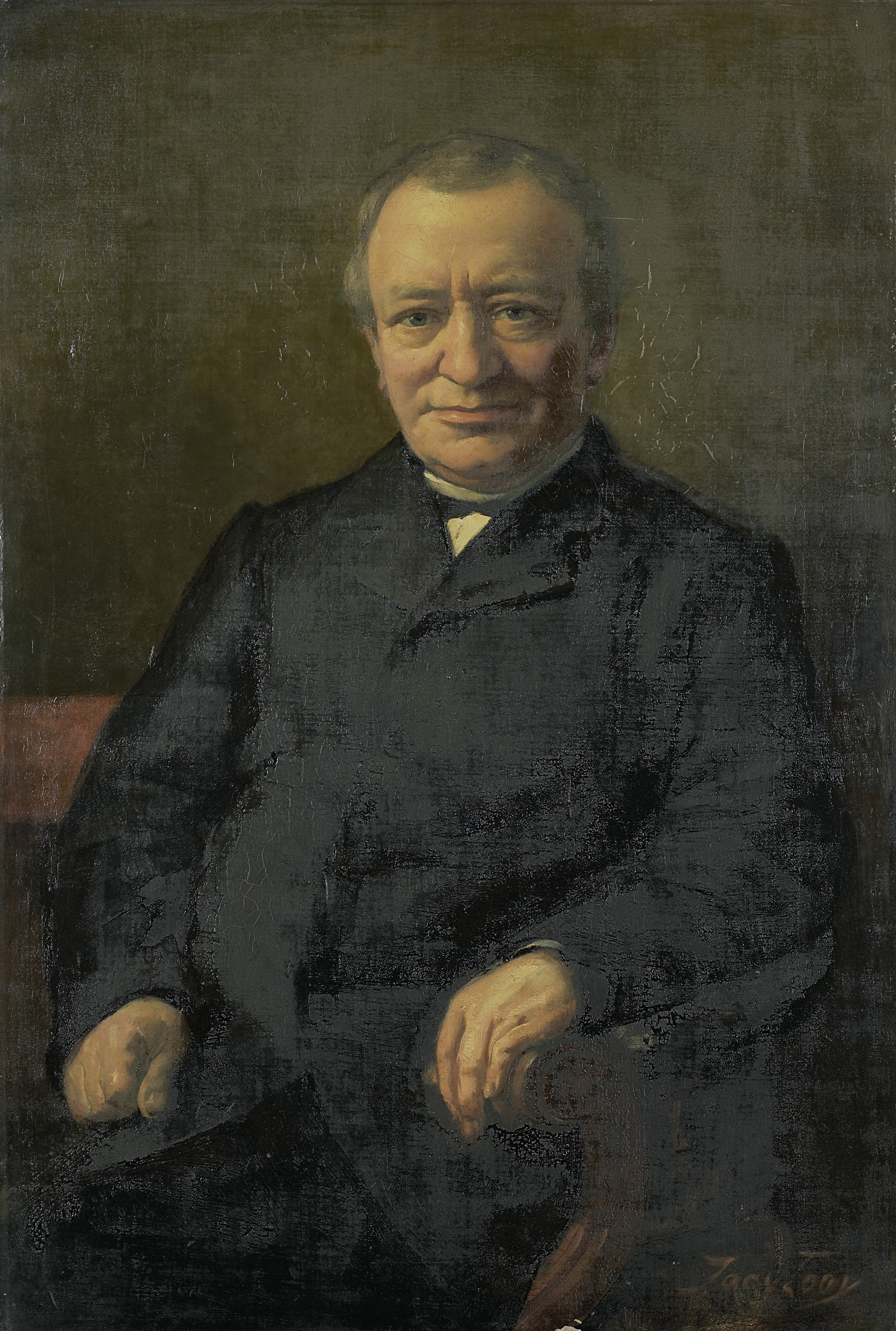
肖像画 アムステルダム国立美術館
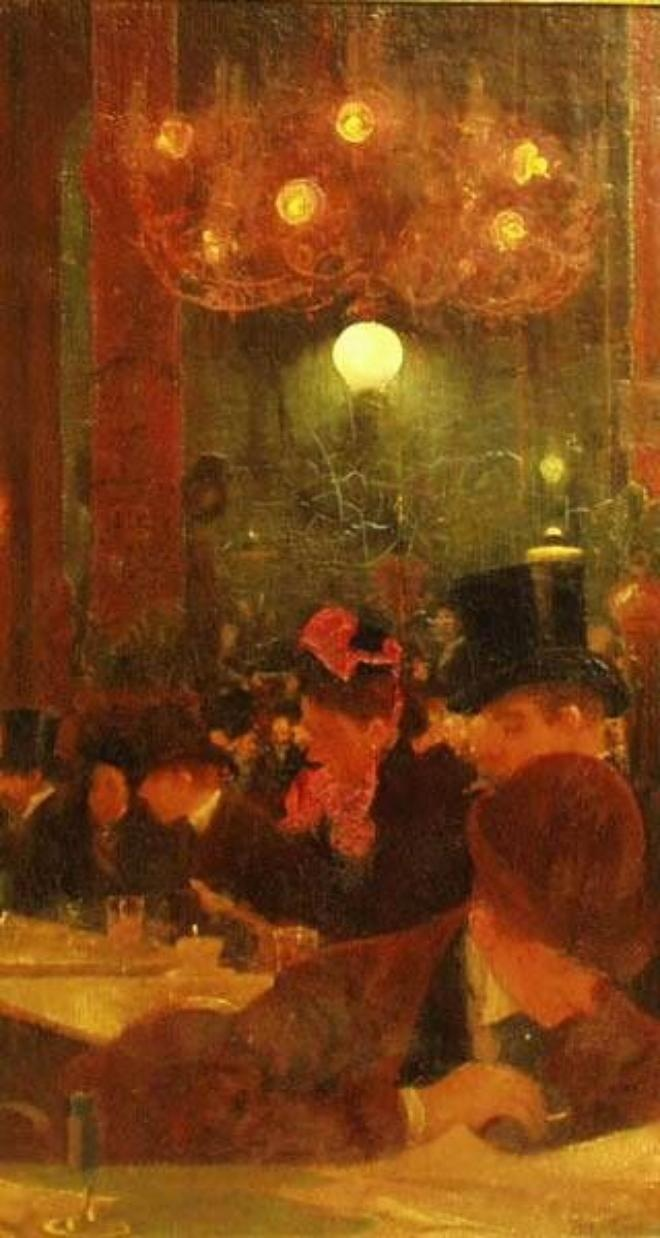
カフェ
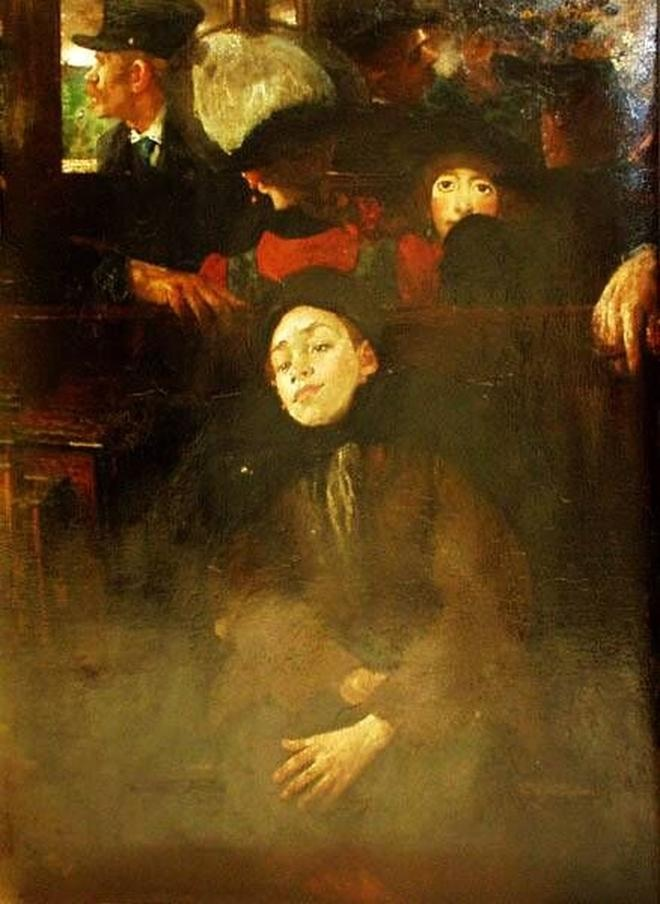
三等列車の旅行者
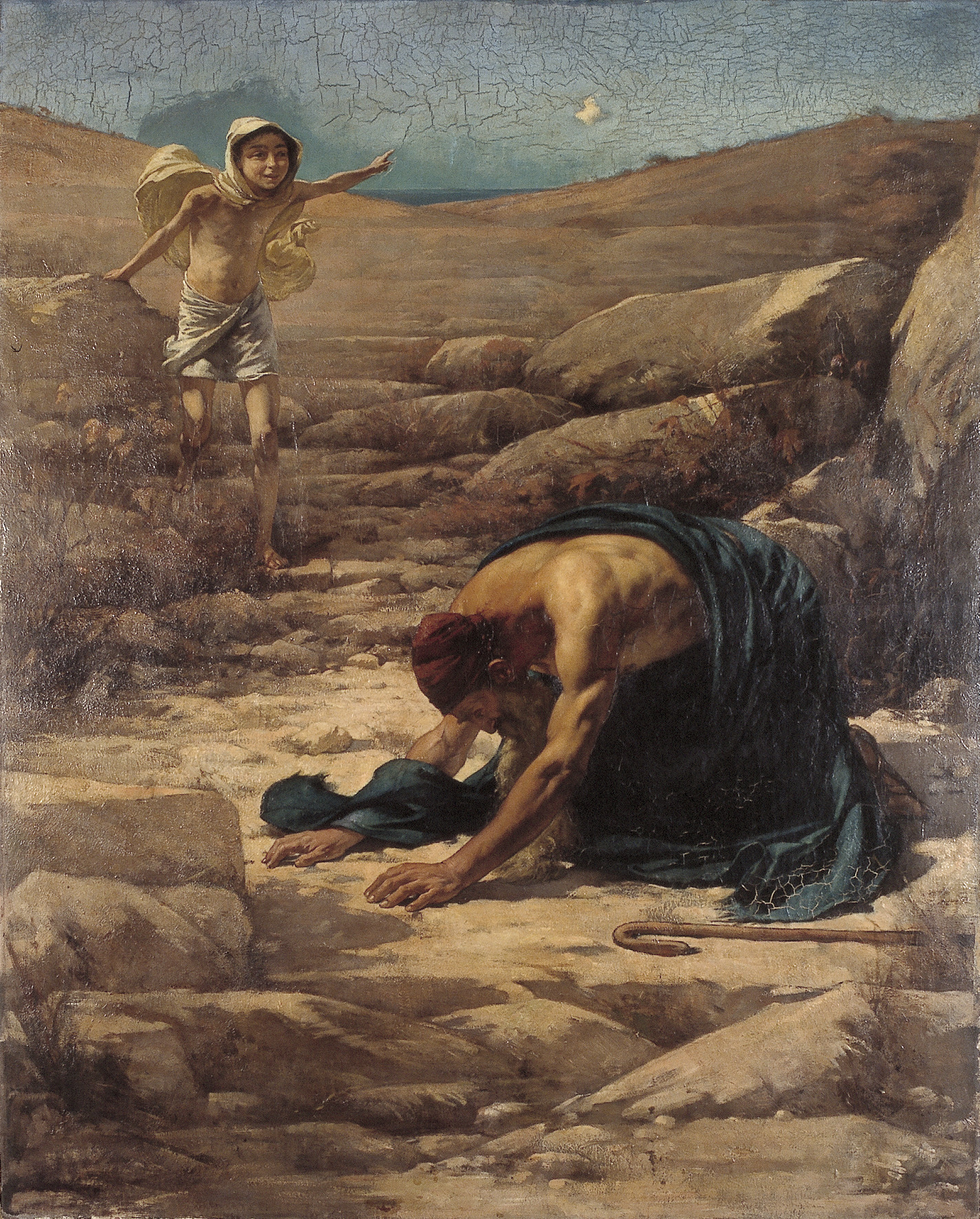
カルメル山のエリヤ (1884)

## 文学作品
| - Proza (1889) - Gekken (1892) - Feesten (1903) - De wonderlijke avonturen van Zebedeus (1910–1925) - 'Een praatje over "vertalen" met eenige vertaalde fragmenten' (1912) - Reizen (1913) - Jaapje (1917). in the DBNL - Feesten (1920) - Jaap (1923) | - De wonderlijke avonturen van Zebedeus (1925) - De wonderlijke avonturen van Zebedeus (1925) - Nieuw proza (1929) - Op reis (1929) - Jacob (1930) - Gedichten (only scans available) (1932) - Jaapje (1963) - Proza (1981) |